# Anthony Marchand
Anthony Marchand est un navigateur et skipper professionnel français, né le 4 mars 1985 à Saint-Brieuc (Côtes-d'Armor).

## Biographie
Anthony Marchand débute la voile à l’école primaire, en Optimist. À 10 ans, il s’inscrit au centre nautique de Plérin, où il est encore aujourd’hui licencié. Il passe par l'Optimist puis le Laser, bateau sur lequel il remporte un titre national. Attiré par le large, il commence par le Mini 6.50 puis intègre le team Brossard et Sodebo en Orma.
En 2009, il succède à François Gabart et remporte le Challenge Espoir du Crédit Mutuel de Bretagne en Figaro 2. Lors de sa première saison sur le circuit Figaro Bénéteau, il termine premier Bizuth de la Solitaire du Figaro et 8e du Championnat de France Elite de course au large. Il poursuit sur circuit durant 9 ans. En Figaro 2, le briochin remporte deux étapes de La Solitaire et monte sur le podium de cette course en 2018. Il termine 2e du Championnat. L’année suivante, le support change. À bord du Figaro Bénéteau 3 doté de foils, Anthony remporte une nouvelle étape de La Solitaire et monte de nouveau sur le podium.
Au milieu de ces années Figaro, il marque une pause en rejoignant l’équipe espagnole Mapfre sur le tour du monde en équipe Volvo Ocean Race. En 2019, il dispute la Transat Jacques Vabre en IMOCA avec Giancarlo Pedote. En 2021, il devient co-skipper de Yves Le Blevec sur Actual Ultim 3, un trimaran géant de la classe Ultim. Ils participent à la Transat Jacques Vabre qu’ils terminent à la 4e place. Il poursuit au sein de l’écurie du team Actual et devient le skipper remplaçant pour La Route du Rhum – Destination Guadeloupe 2022. Début 2023, Yves Le Blevec lui laisse la barre de l’Actual Ultim 3 avec pour objectif de disputer le tour du monde en Solitaire en 2024, l’Arkéa Ultim Challenge. Pour les trois premières étapes de The Ocean Race entre l’Espagne et le Brésil, il est équipier à bord de l’IMOCA Biotherm de Paul Meilhat.

## Palmarès
- 2024 :
  - 4e de l'Arkéa Ultim Challenge sur Actual Ultim 3
- 2023 : 
  - 5e de la Transat Jacques-Vabre avec Thierry Chabagny sur Actual Ultim 3
  - vainqueur de l'Armen Race en équipage sur Actual Ultim 3, en 17 h 43 min 40 s, seul participant dans cette classe
- 2022 : 
  - vainqueur de l'Armen Race en équipage sur Actual Ultim 3[10]
  - 4e du Finistère Atlantique – Challenge Action Enfance sur Actual Ultim 3
  - vainqueur du SPI Ouest France en équipage en Mach 6.50 Actual[11]
- 2021 : 4e de la Transat Jacques-Vabre avec Yves Le Blevec sur Actual Ultim 3
- 2019 :
  - 3e de La Solitaire du Figaro (vainqueur de la 3e étape) en Figaro Bénéteau 3 sur Groupe Royer - Secours populaire
  - 17e de la Transat Jacques-Vabre avec Giancarlo Pedote à bord de l'IMOCA Prysmian Group
- 2018 :
  - 2e du Championnat de France de course au large en solitaire sous les couleurs de Groupe Royer - Secours populaire
  - 2e de la La Solitaire du Figaro - Figaro Bénéteau 2 Groupe Royer - Secours populaire
  - 5e de la Transat AG2R La Mondiale avec Alexis Loison sur Groupe Royer - Secours Populaire
- 2016 :
  - 6e du Championnat de France de course au large en solitaire sous les couleurs de Groupe Royer - Secours populaire
  - 13e de la Solitaire du Figaro - Figaro Bénéteau 2 Groupe Royer - Secours populaire
  - vainqueur de la Solo Maître CoQ - Figaro Bénéteau 2 sur Groupe Royer - Secours Populaire
- 2015 :
  - 4e du tour du monde Volvo Ocean Race 2014-2015 sur le VOR 65 Mapfre avec Iker Martinez, Michel Desjoyeaux, Nicolas Lunven, Jean-Luc Nélias, Antonio Cuervas-Mons, Sam Goodchild et Xabi Fernandez[6]
  - responsable performance de l'IMOCA SMA
- 2013 :
  - 5e du Championnat de France de course au large en solitaire sous les couleurs de Bretagne - Crédit Mutuel Performance
  - 15e de la La Solitaire du Figaro - Figaro Bénéteau 2 Bretagne - Crédit Mutuel Performance
  - 4e de la Transat Bretagne-Martinique - Figaro Bénéteau 2 Bretagne - Crédit Mutuel Performance
- 2012 : 5e de la Transat AG2R La Mondiale avec Romain Attanasio sur Figaro Bénéteau 2 Bretagne - Crédit Mutuel Performance
- 2010 : 15e de la La Solitaire du Figaro - Figaro Bénéteau 2 Bretagne - Crédit Mutuel Espoir / Vainqueur du classement Bizuths
- 2007 :
  - 9e du Tour de Bretagne - Figaro Bénéteau 2 avec Ronan Treussart
  - 10e de la Cap Istanbul - Figaro Bénéteau 2 avec Ronan Treussart
- 2006 : 4e de la Pornichet Select 6.50 en Mini 6.50 (proto)
- 2005 :
  - 9e du Championnat de France Olympique de 470
  - 4e National 470
- 2003 : vainqueur National Laser Radial